# Nikkan Sports Pro Yakyū VAN
Nikkan Sports Pro Yakyū VAN (日刊スポーツプロ野球VAN, parfois orthographié Nikkan Sports Pro Yakyuu Van) est un jeu vidéo de baseball sorti le 6 avril 1991 sur Mega Drive, uniquement au Japon. Le jeu a été développé et édité par Sega et disposait d'une option permettant de jouer en ligne via le Sega Meganet, le modem de la console.